# Glennes
Glennes est une commune déléguée des Septvallons et une ancienne commune française, située dans le département de l'Aisne en région Hauts-de-France.
Ses habitants sont les Glennois.
L'ancienne commune, à la suite d'une décision du conseil municipal et par arrêté préfectoral du 9 novembre 2015, est devenue une commune déléguée de la nouvelle commune, Les Septvallons, depuis le 1er janvier 2016.

## Géographie

### Localisation
Glennes est située au sud-est du département de l'Aisne, à vol d'oiseau à 24,6 km au sud de la préfecture de Laon, et à 28,2 km à l'est de la sous-préfecture de Soissons. Elle se trouve à 4,4 km de Longueval-Barbonval, chef-lieu de la commune de Les Septvallons.
Avant la création de la commune nouvelle des Septvallons, le 1er janvier 2016, Glennes était limitrophe du département de la Marne et de 6 communes, Merval (1,2 km), Révillon (1,4 km), Muscourt (2,6 km), Maizy (2,7 km), Baslieux-lès-Fismes (3,4 km) et Romain (5 km).

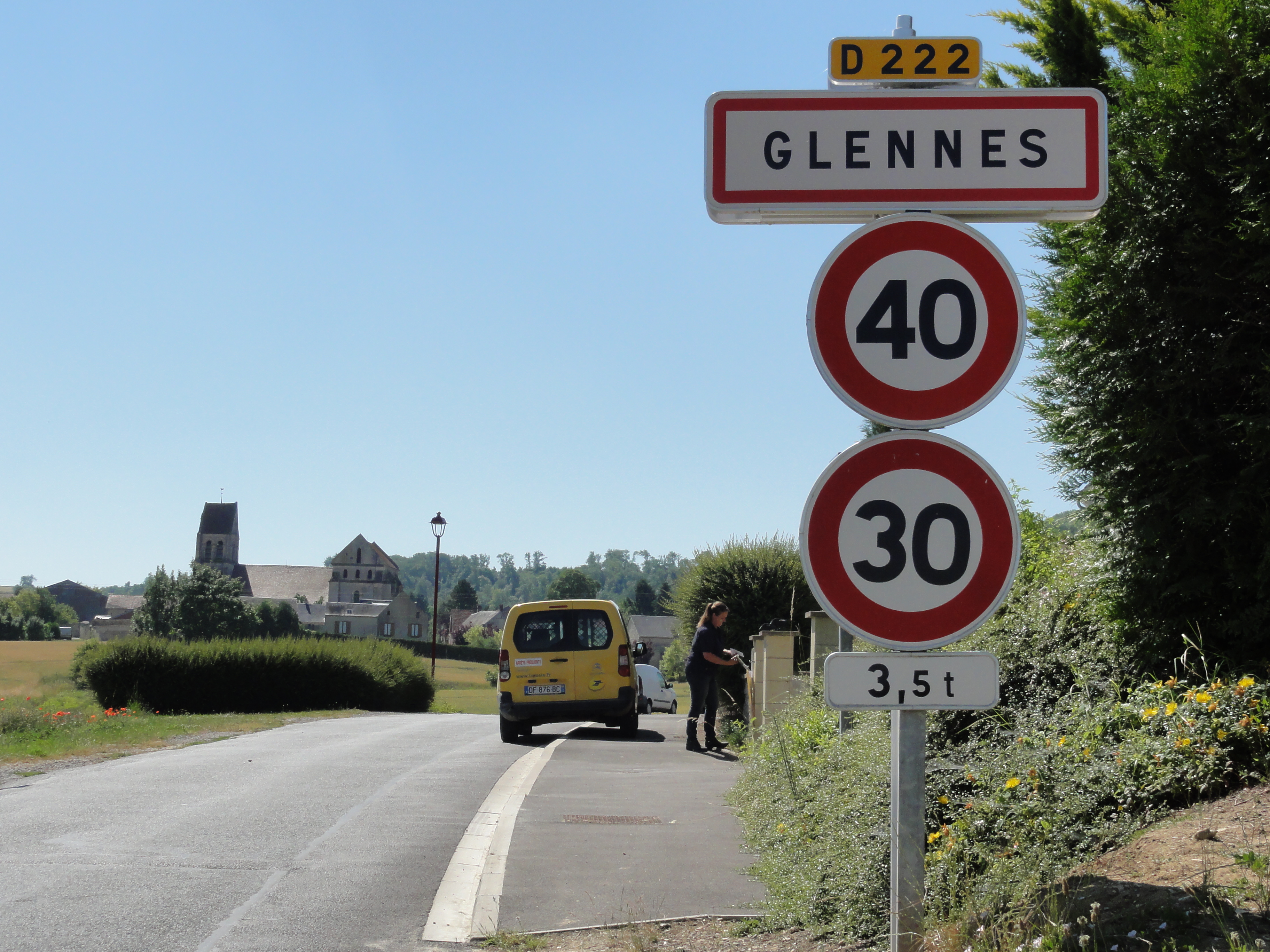
Entrée de Glennes.

| Révillon |                             | Maizy          |
| Merval   | Glennes                     | Muscourt       |
|          | Baslieux-lès-Fismes (Marne) | Romain (Marne) |

### Géologie et relief
La superficie de la commune déléguée est de 857 hectares ; son altitude varie de 71  à   193 mètres. L'altitude varie sur le territoire de l'ancienne commune avec 74 mètres au nord-ouest et 189 mètres au sud-est. La commune déléguée est située sur une zone de plateau avec un terrain en plaine où est installée la localité au nord-ouest.

## Toponymie
Le nom de la localité est attesté sous les formes Glanna (IXe siècle) ; Glenna (1123) ; Glene (1206) ; Glana (1261) ; Glanne (XIIIe siècle) ; Glenne (1641) ; Glenes (1701) ; Glesnes (1746).

## Politique et administration

### Liste des maires
| Période                                  | Période       | Identité      | Étiquette | Qualité                                     |
| ---------------------------------------- | ------------- | ------------- | --------- | ------------------------------------------- |
| avant 1874                               | 1875          | Canelle       |           |                                             |
| Les données manquantes sont à compléter. |               |               |           |                                             |
| mars 2001                                | Décembre 2015 | Alain Colpart | DVD       | Agriculteur Réélu pour le mandat 2014-2020, |

### Liste des maires délégués
| Période                                  | Période                       | Identité      | Étiquette | Qualité                                         |
| ---------------------------------------- | ----------------------------- | ------------- | --------- | ----------------------------------------------- |
| janvier 2016                             | mai 2020                      | Alain Colpart | DVD       | Agriculteur Maire des Septvallons (2016 → )     |
| mai 2020                                 | En cours (au 18 juillet 2020) | Sarah Perouf  |           | Cadres Maire-adjointe des Septvallons (2020 → ) |
| Les données manquantes sont à compléter. |                               |               |           |                                                 |

## Démographie
L'évolution du nombre d'habitants est connue à travers les recensements de la population effectués dans la commune depuis 1793. Pour les communes de moins de 10 000 habitants, une enquête de recensement portant sur toute la population est réalisée tous les cinq ans, les populations de référence des années intermédiaires étant quant à elles estimées par interpolation ou extrapolation. Pour la commune, le premier recensement exhaustif entrant dans le cadre du nouveau dispositif a été réalisé en 2005.

En 2022, la commune comptait 232 habitants, en évolution de +8,92 % par rapport à 2016 (Aisne : −1,97 %, France hors Mayotte : +2,11 %).
| 1793 | 1800 | 1806 | 1821 | 1831 | 1836 | 1841 | 1846 | 1851 |
| ---- | ---- | ---- | ---- | ---- | ---- | ---- | ---- | ---- |
| 318  | 297  | 332  | 332  | 369  | 350  | 364  | 410  | 359  |

| 1856 | 1861 | 1866 | 1872 | 1876 | 1881 | 1886 | 1891 | 1896 |
| ---- | ---- | ---- | ---- | ---- | ---- | ---- | ---- | ---- |
| 362  | 363  | 329  | 309  | 303  | 317  | 316  | 325  | 291  |

| 1901 | 1906 | 1911 | 1921 | 1926 | 1931 | 1936 | 1946 | 1954 |
| ---- | ---- | ---- | ---- | ---- | ---- | ---- | ---- | ---- |
| 280  | 257  | 245  | 157  | 171  | 231  | 168  | 166  | 170  |

| 1962 | 1968 | 1975 | 1982 | 1990 | 1999 | 2005 | 2006 | 2010 |
| ---- | ---- | ---- | ---- | ---- | ---- | ---- | ---- | ---- |
| 162  | 151  | 136  | 135  | 129  | 143  | 200  | 204  | 226  |

| 2015 | 2020 | 2022 | - | - | - | - | - | - |
| ---- | ---- | ---- | - | - | - | - | - | - |
| 215  | 224  | 232  | - | - | - | - | - | - |

## Lieux et monuments
- L'église Saint-Georges est classée au registre des monuments historiques depuis 1910.
- Monument aux morts avec calvaire au cimetière.

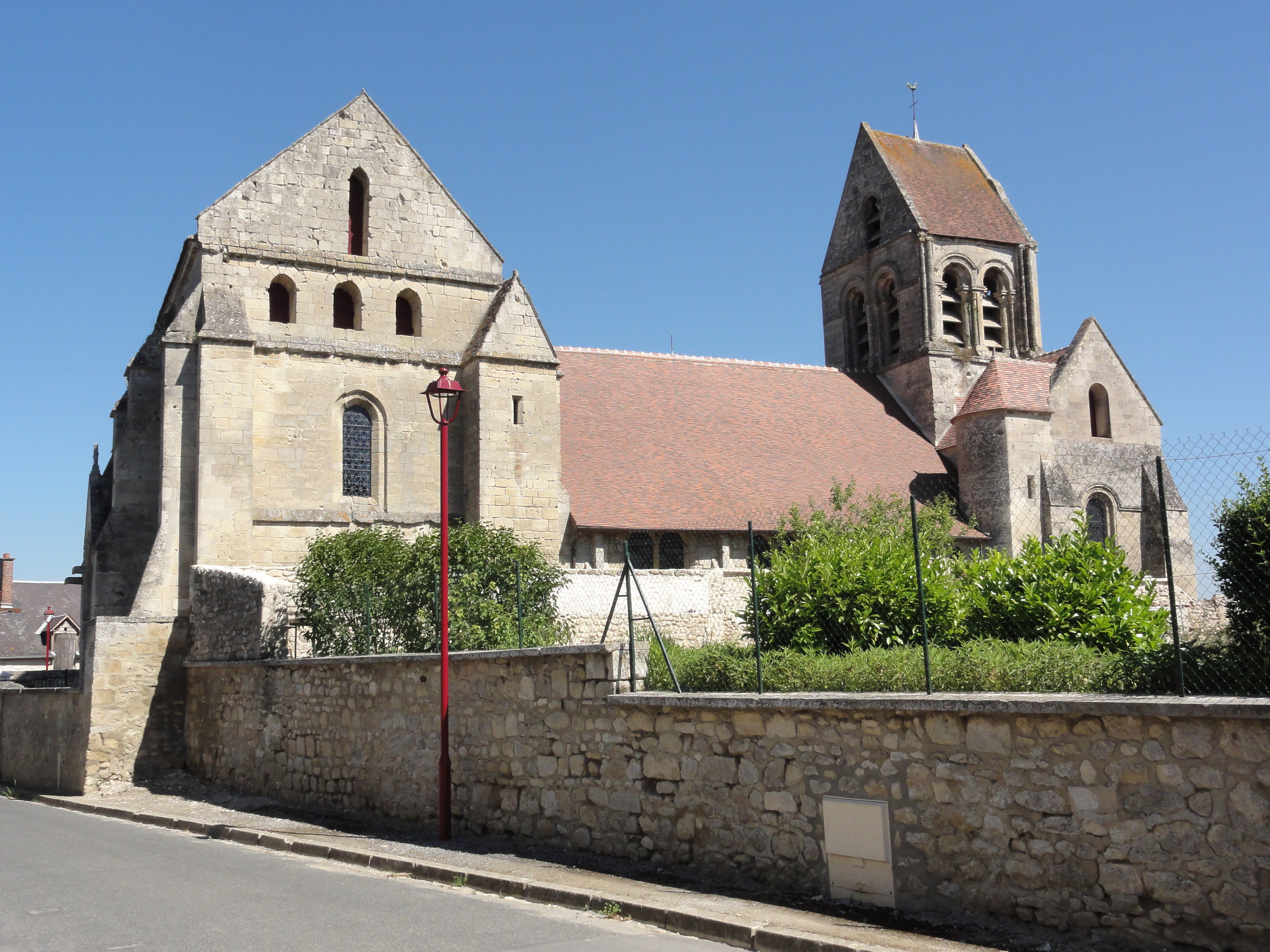
Église Saint-Georges.
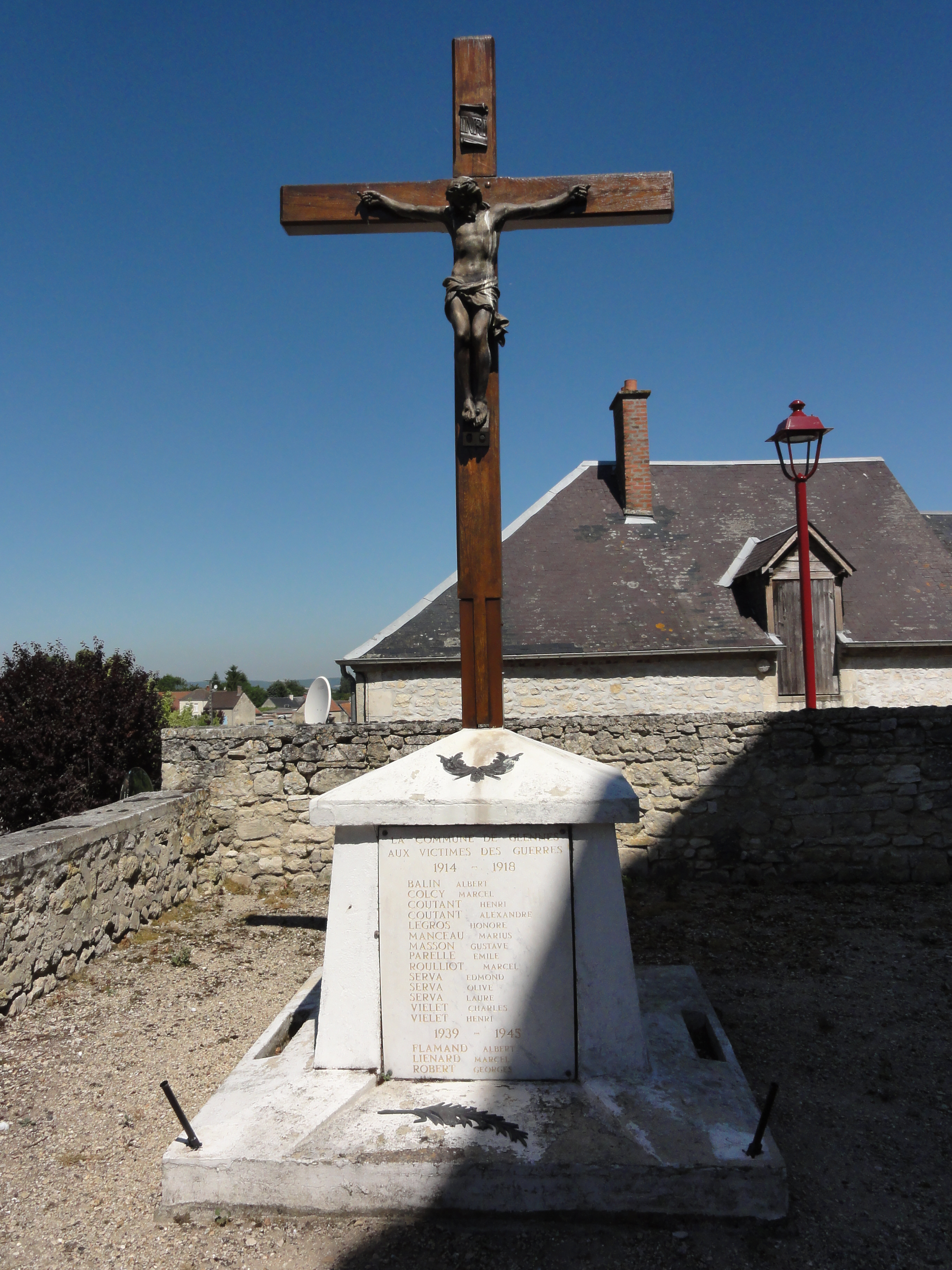
Monument aux morts.